# سي لا
السي لا مجموعة عرقية من حوالي 1800 نسمة في شمال لاوس ونحو 600 آخرون في مقاطعة لاي تشاو في الشمال الشرقي لفيتنام.
يتحدث السي لا لغة تيبيتية-بورمية. يعمل غالبيتهم في زراعة الحبوب، بالإضافة إلى الصيد. من أبرز عادات السي لا طلاء الأسنان، حيث يدهن الرجال أسنانهم بالأحمر والنساء بالأسود، إلا أن هذه العادة كادت تتلاشى مع الجيل الجديد.